# 阿妮塔·拉普
阿妮塔·拉普（挪威語：Anita Rapp，1977年7月24日—），挪威女子足球运动员。她曾代表挪威国家队参加2000年夏季奥林匹克运动会足球比赛，获得一枚金牌。她也曾参加1999年和2003年世界杯女子足球赛。